# Ewe (peuple)
Pour les articles homonymes, voir Ewe.
Vous pouvez aider à l'améliorer ou bien discuter des problèmes sur sa page de discussion.
- Le fond est à vérifier. Si vous venez d’apposer le bandeau, merci d’indiquer ici les points à vérifier. (Marqué depuis janvier 2022)
- Il n'est pas vérifiable et peut contenir des informations totalement erronées. Il est fortement conseillé aux contributeurs d'étayer son contenu par des sources fiables. Sans cela, sa suppression pourrait être envisagée. (si vous venez d'apposer le bandeau, veuillez cliquer sur ce lien pour créer la discussion et en afficher les indications). (Marqué depuis janvier 2022)

- Archive Wikiwix
- Bing
- Cairn
- DuckDuckGo
- E. Universalis
- Gallica
- Google
- G. Books
- G. News
- G. Scholar
- Persée
- Qwant
- (zh) Baidu
- (ru) Yandex
- (wd) trouver des œuvres sur Wikidata

Vous pouvez aider à l'améliorer ou bien discuter des problèmes sur sa page de discussion.
- Son contenu est peut-être sujet à caution et doit absolument être sourcé. Si vous connaissez le sujet traité ici, vous pouvez le retravailler à partir de sources pertinentes en utilisant notamment les notes de bas de page. (Marqué depuis janvier 2022)
- La traduction doit être revue. Le contenu est difficilement compréhensible à cause d’erreurs de traduction, peut-être dues à l’utilisation d’un logiciel de traduction automatique. (Marqué depuis janvier 2022)
- Sa rédaction n'est pas équilibrée, et donne à certains aspects ou points de vue une importance disproportionnée. Considérez son contenu avec précaution. Pour lancer la procédure de résolution du problème, utilisez le paramètre neutralité. (Marqué depuis janvier 2022)
- Il a besoin d'un nouveau plan. (Marqué depuis janvier 2022)

- Archive Wikiwix
- Bing
- Cairn
- DuckDuckGo
- E. Universalis
- Gallica
- Google
- G. Books
- G. News
- G. Scholar
- Persée
- Qwant
- (zh) Baidu
- (ru) Yandex
- (wd) trouver des œuvres sur Wikidata

Les Ewe ou Éwé sont un peuple d'Afrique de l'Ouest, établi principalement au sud-est du Ghana, où vivent 6 millions d'entre eux, et dans la région sud du Togo (3 millions environ), ainsi qu'au sud-ouest du Bénin (600 000) et au Nigeria. Au Togo, la ville de Notsé est considérée comme le berceau du peuple Éwé. Il parle l'éwé, du groupe des langues voltaïco-nigériennes.

## Ethnonymie
Selon les sources et le contexte, on observe d'autres variantes du nom du peuple ewe : Bayikpe, Bubutubi, Éhoué, Éhvé, Ehwe, Eibe, Éoué, Éphé, Évé, Évhé, Éwés, Krepe, Krepi, Vhe, Wegbe.

## Implantation

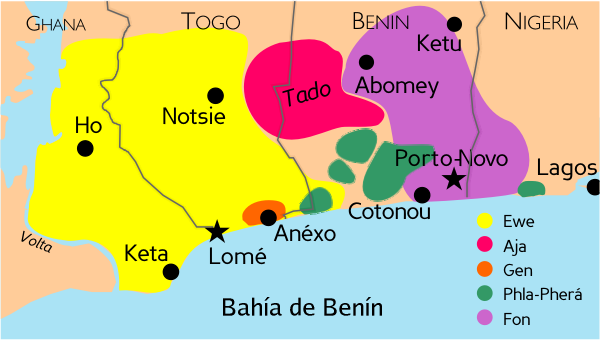
Région de langue ewe (en jaune).

Le peuple ewe est implanté principalement dans les régions côtières de l'Afrique de l'Ouest : dans la région située à l'est de la Volta (pour la partie de ce fleuve située vers l'embouchure dans le golfe de Guinée) jusqu'aux environs du fleuve Mono, à la frontière du Togo et du Bénin. On le trouve en particulier dans la région de la Volta au sud-est du Ghana (ancien Togoland britannique), au sud du Togo (ancien Togoland français) et dans le sud-ouest du Bénin. La région est parfois appelée « nation des Ewes » ou région Eʋedukɔ́.

## Histoire

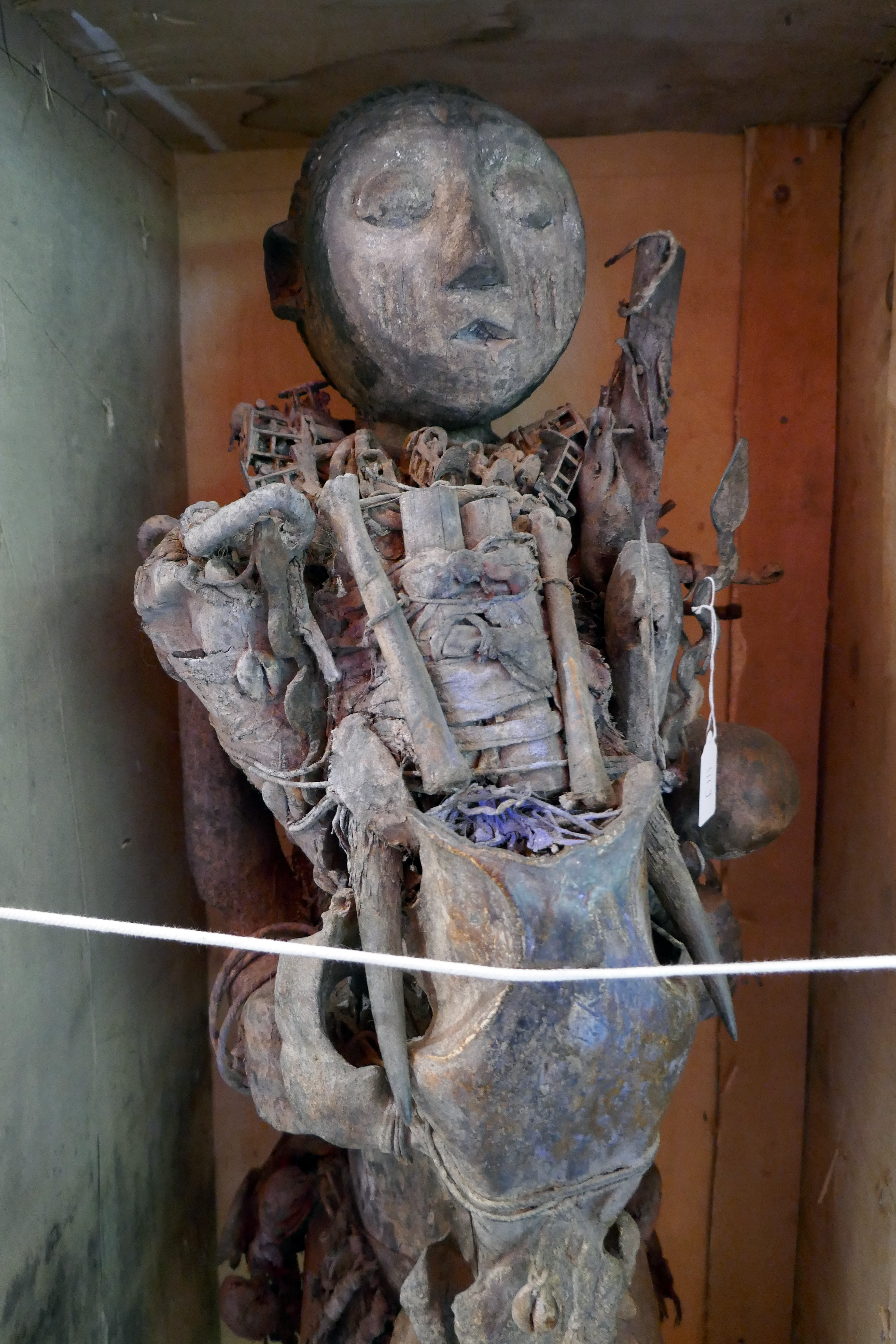
Fétiche éwé, Togo

Le peuple ewé comporte plusieurs groupes selon le dialecte et l'implantation géographique : les "Anlo Ewe", les ""Mina", "Anechɔ", "Ʋedome" ("Danyi"), "Tongu" ou "Tɔŋu". On distingue les Adja-Ewes des Ewes, bien qu'ils seraient tous originaires de la cité de Tado. Certains se sont installés par clans: le peuple Ewe s'est dispersé le long de l'Océan Atlantique jusqu'au Ghana (Région de la Volta) et ses environs.
Les Ewé sont originaires de la cité de la Tado et non de Oyo ou de Ile-Ife comme les rumeurs urbaines  qui ont été répandues depuis le début du XXe siècle. Le peuple éwé et les autres peuples du groupe Gbe (Langues gbe) descendent des Adja qui sont les fondateurs de la cité de Tado au début du Xe siècle et qui sont d’origine Guan (peuple), c’est à partir du XVIe siècle que les peuples vivant dans la cité de Tado se sont disloquer pour former différents royaumes dans le Bénin et Togo actuel 
Certains Éwé ont été incorporés au sein de certaines ethnies Akan (peuple) et Krou (peuple) dû aux migrations, brassages ethniques, guerres et captifs de guerres au fil des années à partir du XVIIe siècle. Ils ont été incorporé précisément chez les Akyems, Akwamu,Akuapem (peuple),Attié (peuple), et d’autres ethnies d’Akan lagunaire.
Les Éwé présents au Nigeria dans la zone de Badagry sont des descendants de pêcheurs Anlo Ewe (peuple) qui se sont installés sur les côtes précédant Lagos pour pratiquer le commerce de la pêche et d’autres produits durant le XVIIIe siècle.
Les Éwés du Ghana, du Togo, et du Bénin, sont tous en bonnes relations culturelles avec les peuples Kotafon, et Xlwa. Le peuple Ewe est anciennement connu comme "Dogbo".
Dans le Sud, les populations venues de l'Est, à l'exemple des Ewés, se sont installées en vagues successives à partir du XVe siècle et jusqu'au XVIIe siècle, au moment même où les Portugais débarquaient sur la côte.
Au XVIIe siècle, devenus nombreux, les Éwés se dispersent dans l'Ouest, jusqu'à la rive gauche de la Volta. D'après divers documents culturels, les Ewés continuent à reconnaître des sous-groupes, ethnies (toujours de racine éwé), clans, avec des royautés traditionnelles,.

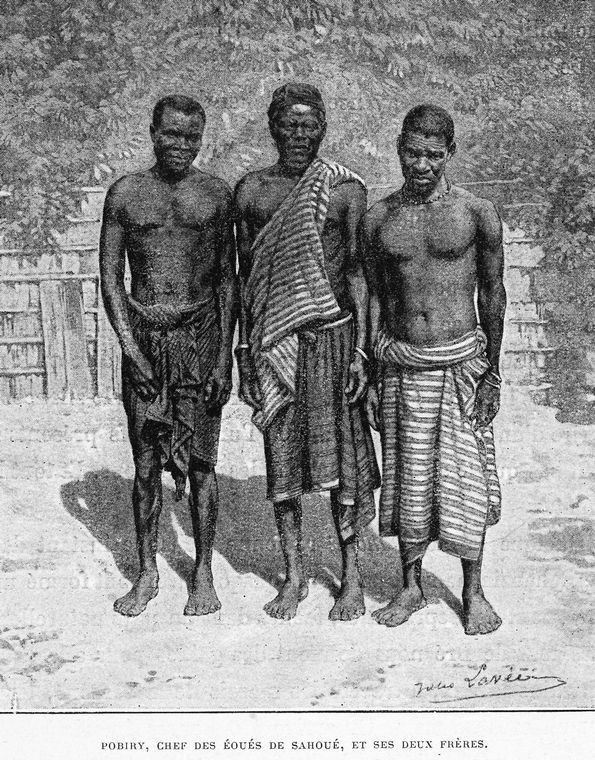
Éwés de Sahoué : le Chef Pobiry et ses deux frères, 1895

Chaque tribu ou clan du peuple éwé semble avoir traditionnellement été identifié par des signes corporels. Les guerriers portaient des scarifications sur le visage ainsi que des boucles d'oreilles spécifiques, comme certains sacrificateurs traditionnels du sacerdoce vaudou. Des cicatrices sur la joue gauche ou droite identifiaient les membres du peuple Ewe et des sous-ethnies. De nos jours à cause de la mondialisation et du christianisme ces cicatrices et ces signes d'identification ont presque disparu.
Les liens avec les Européens semblent avoir été assez bons avant l'esclavage et la colonisation : parfois victimes de raids, parfois fournisseurs de captures de guerre, entourés de royaumes négriers. En 1784, les Ewes sont entrés en guerre contre les troupes danoises, qui voulaient installer des forts (Fort Prinzenstein) et des comptoirs.
Les puissances européennes finissent par s'installer : Côte-de-l'Or (colonie britannique) (1821-1957), Togoland (1884-1916), Togo français (1916-1960), Togoland britannique (1916-1956), Haute-Volta (1919-1958)... et par développer la culture du coton, du café et du cacao, agriculture d'exportation et non pas vivrière.

## Économie
Les activités des Ewes depuis l'exode sont la pêche, l'agriculture et l'élevage. Ils cultivent des céréales comme le maïs, et le riz. Leur nourriture de base s'appuie sur les haricots et le mil. Le palmier à huile est une ressource primordiale : les femmes l'utilisent pour produire des balais, de l'huile de palme, de l'huile de noix de palme, des paniers, des claies...

## Langues

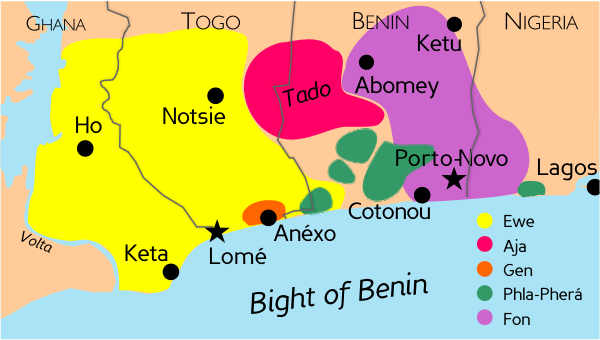
Carte montrant la répartitions des différentes langues dont celle de l’éwé

Leur langue est l'éwé, une langue gbe dont le nombre total de locuteurs est estimé à plus de trois millions. Environ 225 000 étaient dénombrés au Ghana en 2003 et 862 000 au Togo en 1991.
La langue éwé a été écrite en 1891 par les Allemands, J. Knùsli, Chlegel, Westermann... pasteurs évangéliques en mission d'évangélisation. Ainsi ces Allemands, en collaboration avec les Ewes de Kéta (Anlo), ont traduit la Bible en Ewe. Au Togo, d'anciens professeurs comme Anika Kodzo et Gbekobu Kofi écrivent des livres pour l'enseignement en langue ewe en Afrique et dans le monde.

## Culture
Les Ewes sont christianisés, mais beaucoup conservent croyances et pratiques traditionnelles, dont un culte à la déesse créatrice du monde "Mawu" ou Yesu.
Les Ewes produisent des pagnes traditionnels réputés, les pagnes kita (kente).

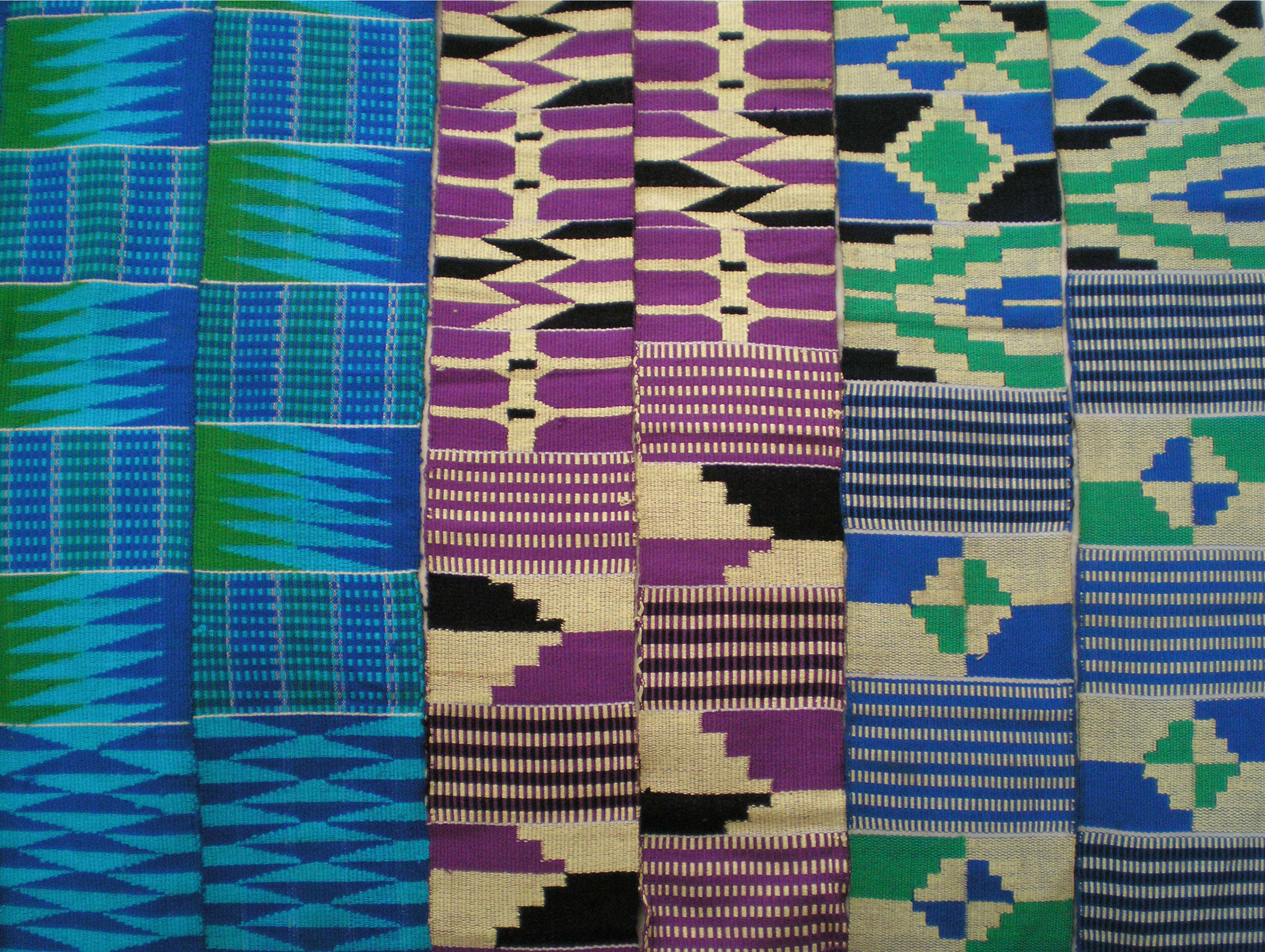
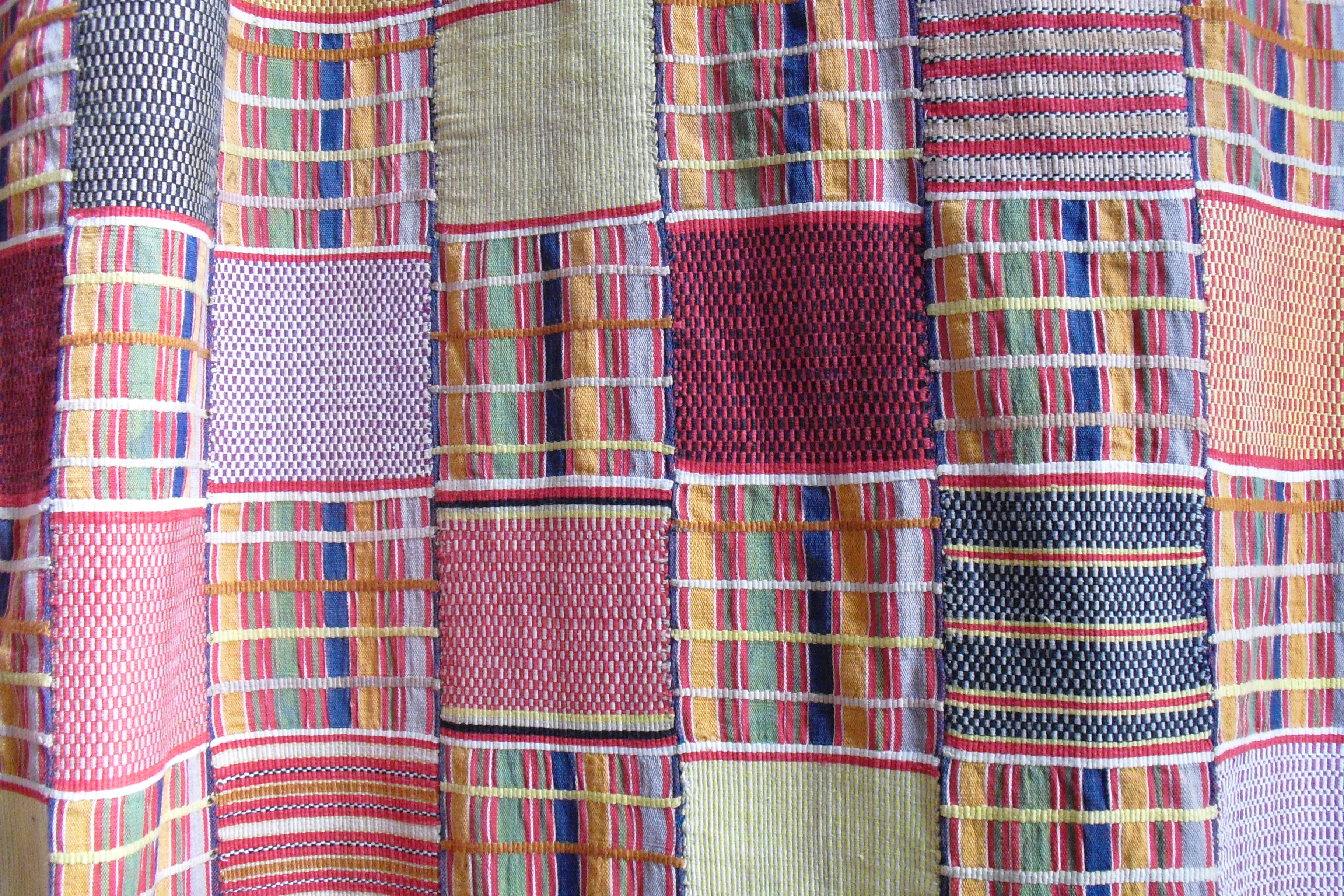
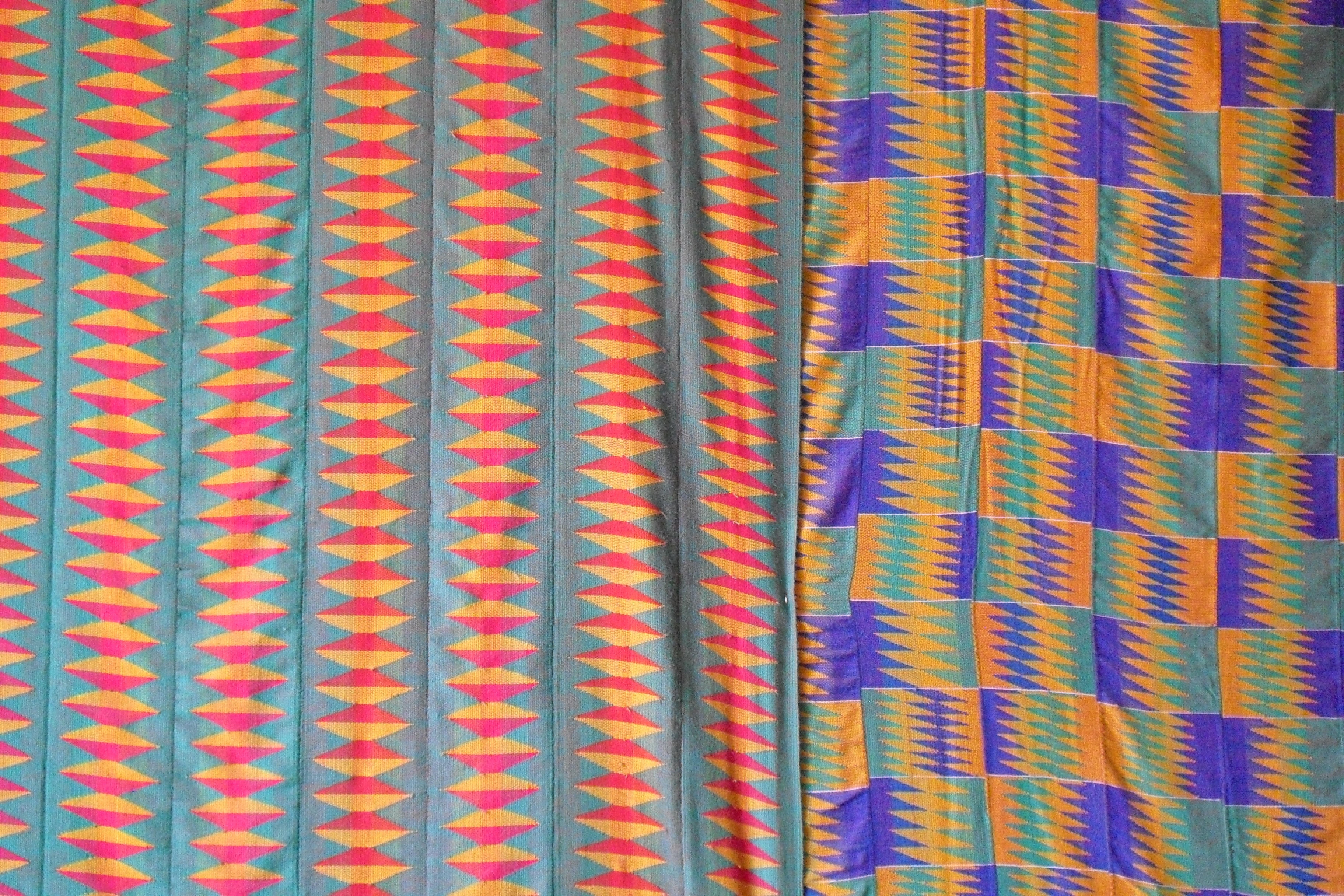
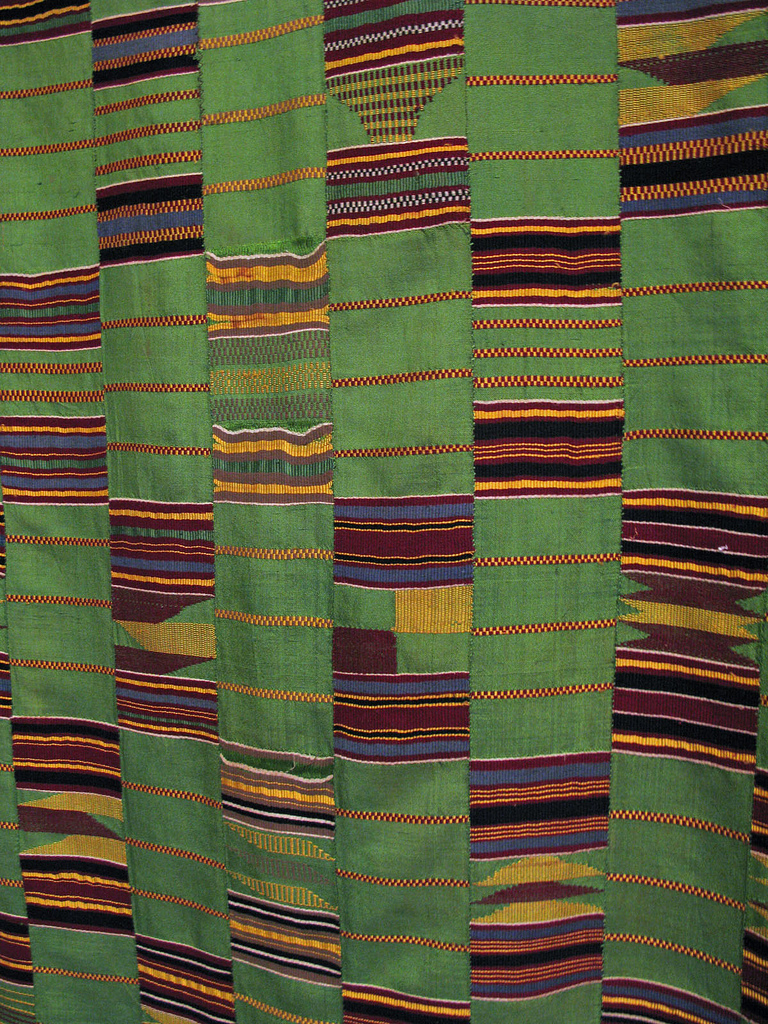

Les Ewes fabriquent des instruments de musique traditionnels comme le gon, le sistre et les tambours.

### Prénoms
Chez les Ewes du Togo et du Ghana, le prénom que porte un garçon ou une fille n'est pas le résultat d'un libre choix des parents mais est fixé en fonction des circonstances de la naissance de l'enfant, notamment le jour de naissance, le sexe de l'enfant, le rang dans la lignée, l'heure de naissance, la gémellité, voire la présentation céphalique ou caudale de l'enfant, l'existence ou non de fausses couches ou de mort-nés auparavant chez la mère.
Voici quelques exemples du code d'attribution des prénoms. Un enfant qui s'appelle « Kofi Mensah » est un garçon, né un vendredi, et le troisième d'une fratrie de trois frères. Si ses deux aînés sont des jumeaux (Atsu et Etsè), on l'appelle « Kofi Mensah Dovi » (ou Edoh). Si le garçon est né un vendredi par le siège, on l'appelle « Kofi Agossou ». Si c'est une fille née un vendredi, on l'appelle « Afiwa ». Si c'est une fille née un vendredi par le siège, elle est appelée « Afiwa Agossi ».

## Personnalités Ewe
- Sylvanus Olympio (1902-1963), chef d'État togolais (1961-1963) assassiné
- Robert Ayitee (1910-1980), musicien ghanéen, maître percussionniste
- Komla Agbeli Gbedemah (1913-1998), homme politique ghanéen
- Anthony Deku (en) (1923-2015), homme politique ghanéen
- Emmanuel Kotoka (de) (1926-1967), militaire participant du putsch de 1966, avec Joseph Arthur Ankrah
- Nicéphore Soglo (1934-), président béninois (1991-1996)
- Joseph Kokou Koffigoh (1948-), homme politique togolais, poète
- Bella Bellow (1945-1993), chanteuse, musicienne, togolaise
- Jerry Rawlings (1947-2020), chef d'État du Ghana (1981-2001)
- Céphas Bansah (de) (1948-), roi (désigné et couronné en 1992) d'un important groupe éwé du Ghana, résident en Allemagne, musicien
- Togbe Afede XIV (1957-), président exécutif du World Trade Center Accra
- King Mensah (1971), acteur, chanteur, musicien, la voix d'or du Togo (en éwé, mina, français)
- Clarisse Agbegnenou, championne olympique de judo
- Komi Sélom Klassou, ancien premier ministre, homme d'État togolais.

### Discographie
- (en) Music of the Ewe of Ghana (enreg. Seth Kobla Ladzekpo), Smithsonian Folkways recordings, Washington, D.C., 1969